# Polští husaři

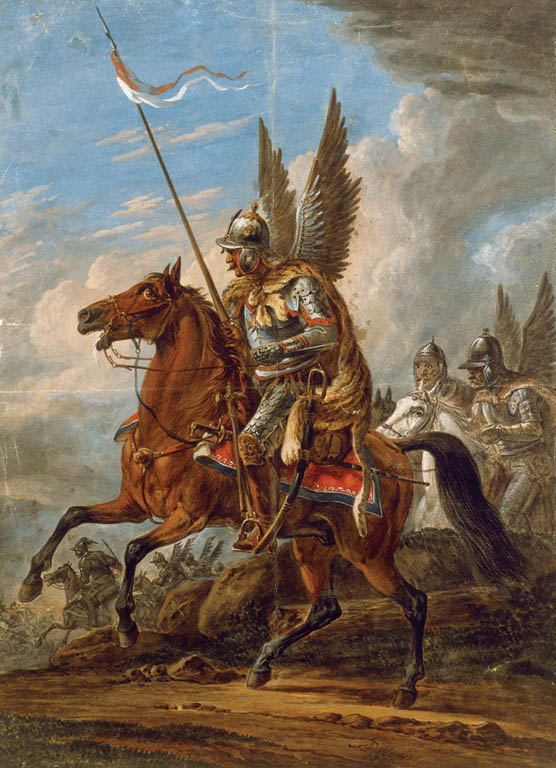
Útok husarů – Orłowski

Polští husaři (polsky: husaria) nebo okřídlení husaři byli jedním z hlavních typů jízdy v armádě polsko-litevské unie od 16. do 18. století. Když byl tento typ jízdy na začátku 16. století vytvořen srbskými a maďarskými žoldnéřskými jezdci, sloužili tito jako korouhve lehké jízdy v polské armádě; ve druhé polovině 16. století a po reformách Štěpána Báthoryho byli husaři přeměněni v těžce obrněné útočné jezdectvo. Až do druhé poloviny 18. století byly husarské korouhve považovány za elitu polského jezdectva. Proslavili se v několika bitvách především v 17. století, kdy byli často rozhodující silou při porážce výrazně silnějšího nepřítele (například bitva u Kircholmu, bitva u Klušina, bitva u Vídně). Roku 1776 byla husarská jízda oficiálně zrušena.
Jejich hlavní zbraní bylo dlouhé kopí (4,5 až 6 metrů), bodná a sečná chladná zbraň (většinou dlouhý meč zvaný koncerz, případně šavle), válečné kladivo či sekera, luk a šípy, později nahrazené krátkými palnými zbraněmi. Tělo kryla plátová zbroj, na hlavě měli přilbu s krytím krku, uší a nosu (podobný typ jako tzv. pappenheimka). Jako okřídlení husaři byli nazýváni podle opeřených nástavců ("křídel") připevněných většinou k zadní části sedla či zádům husara. Oproti různým romantickým obrazům a filmům, kde má každý jezdec křídla dvě, však ve skutečnosti měli většinou jedno (ne ale bezvýhradně). Jaký přesně měla křídla význam zůstává nejasné, rozliční autoři tvrdí, že krom ozdobné funkce měla bránit chycení rytíře do lasa, poskytovat ochranu před sekáním chladnými zbraněmi zezadu, plašit koně nepřátel či děsit lidské protivníky.

## Galerie

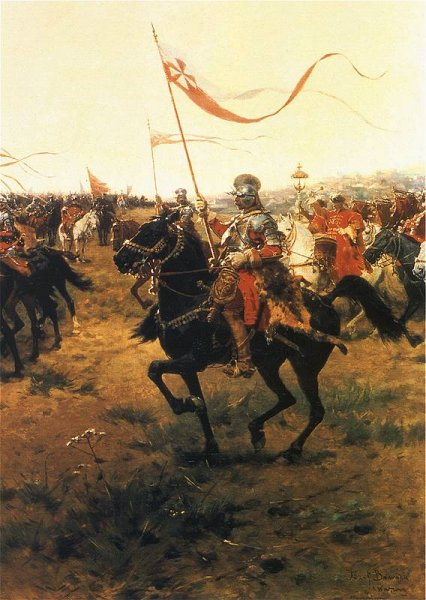
Husarz (polský husar) – Józef Brandt.
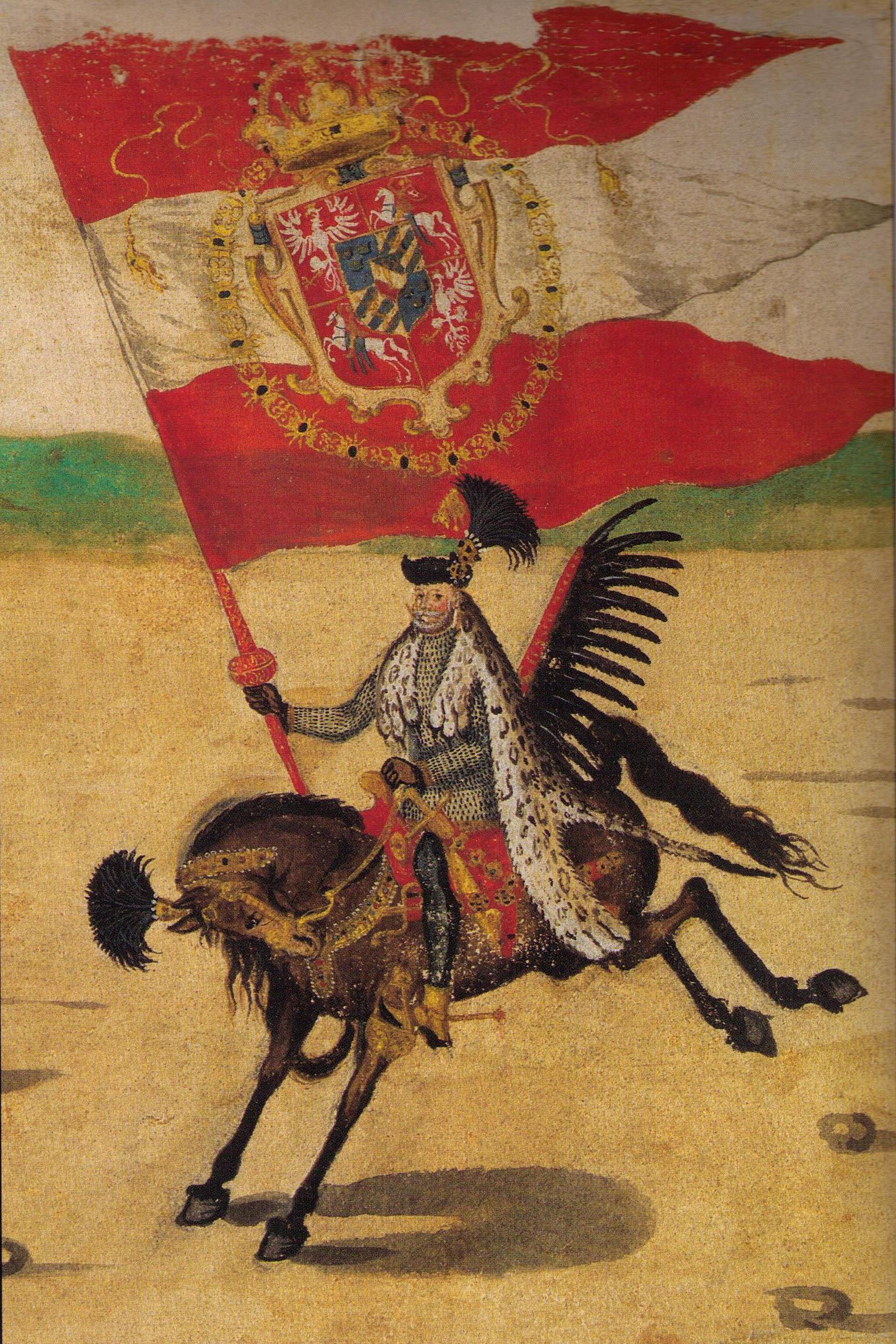
Velký korouhevník Koruny království polského (Chorąży Wielki Koronny) na Stockholmském svitku (asi 1605)
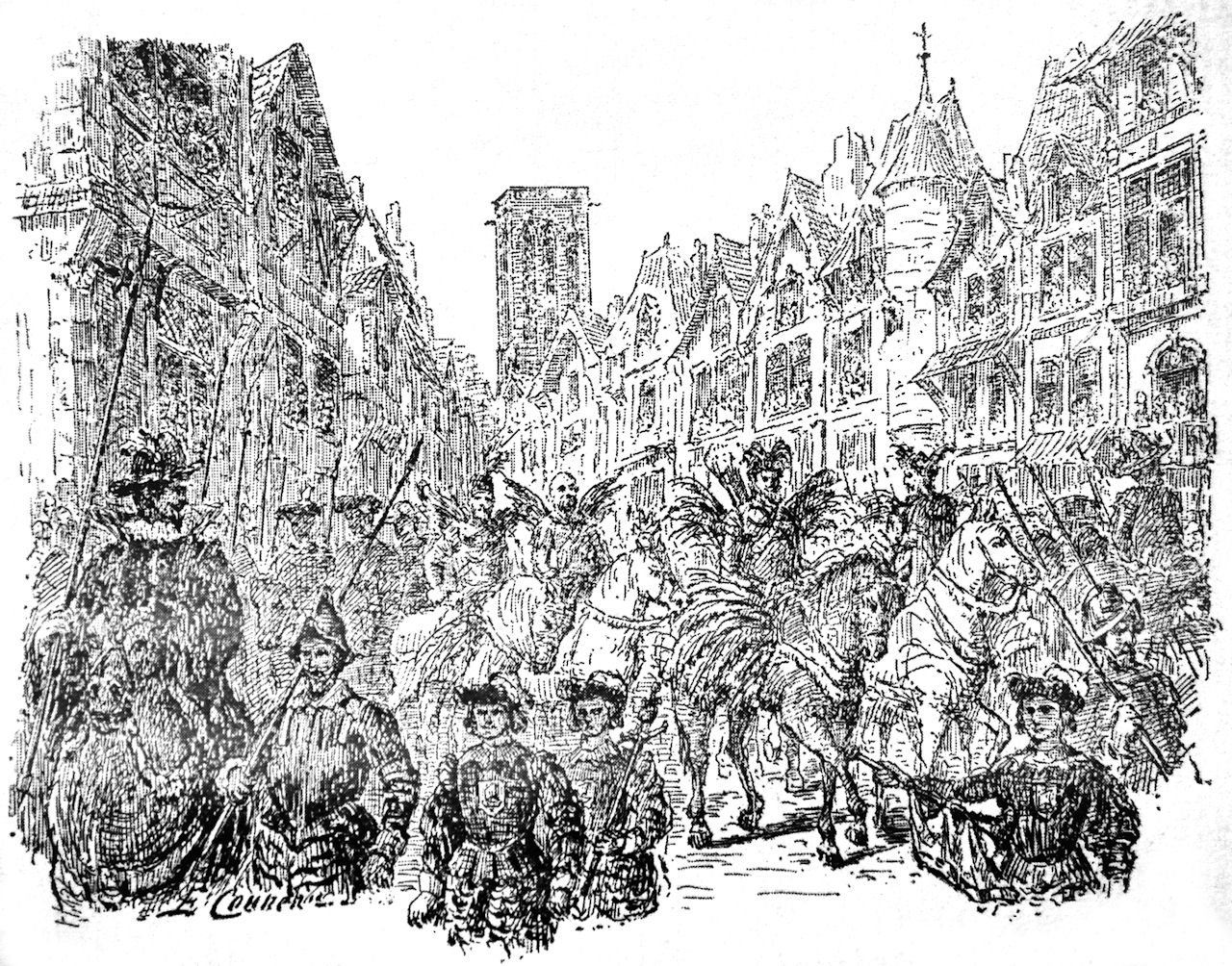
Vstup polských husarských delegátů do La Rochelle ve Francii v roce 1573 po Obléhání La Rochelle (1572–1573) a jejich nabídka polského trůnu vévodovi z Anjou.
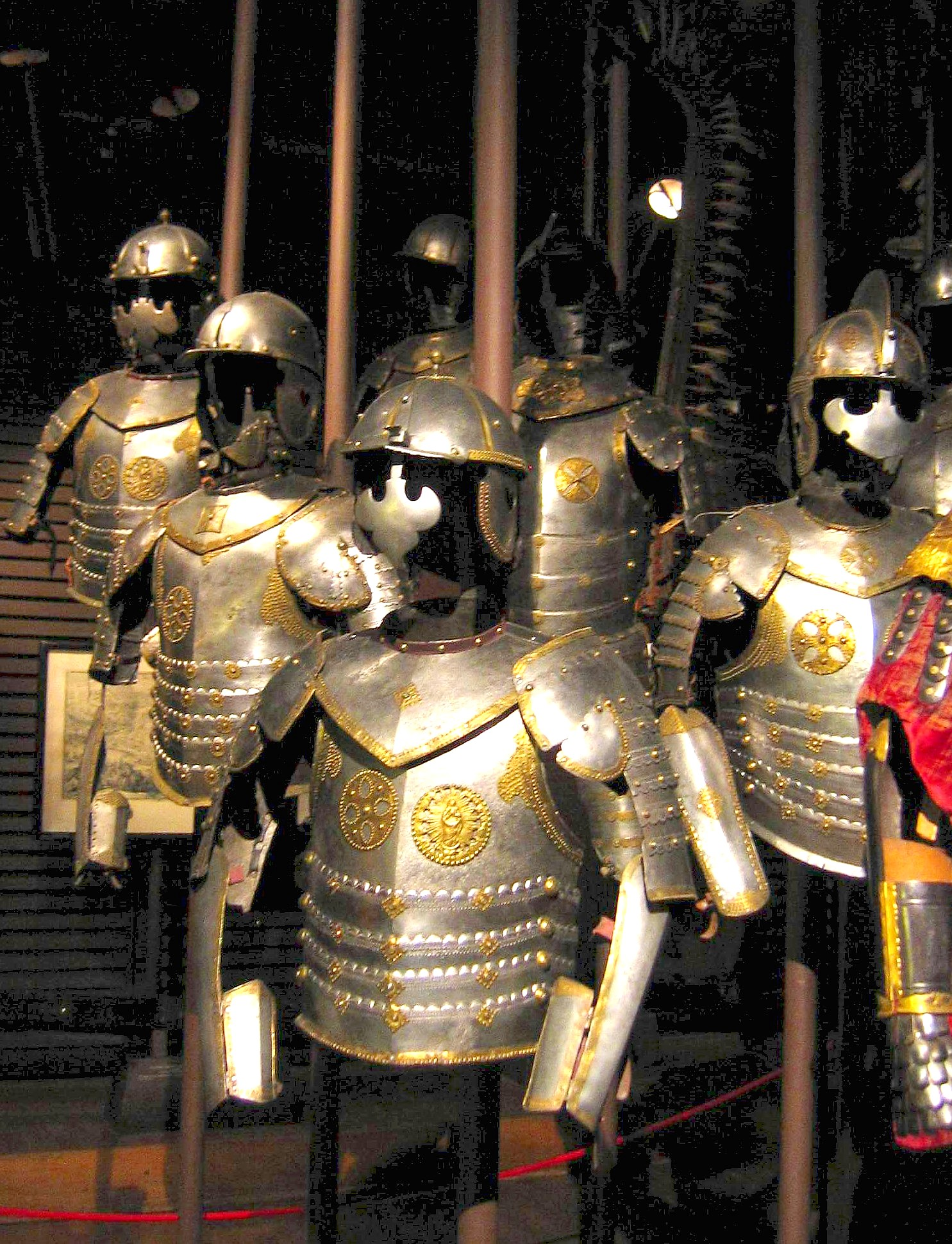
husarská zbroj